# Schuchert
De Schuchert (Deens: Schuchert Flod) is een gletsjerrivier op de grens van de gemeente Sermersooq en Nationaal park Noordoost-Groenland in het oosten van Groenland. De rivier voert het smeltwater af van gletsjers die uitmonden in het Schuchertdal. Het brede dal ligt ongeveer noord-zuid en de rivier mondt uit in Hall Bredning.
Het gletsjerdal is ruim 80 kilometer lang.
Het dal vormt de grens tussen de Stauningalpen in het westen en Jamesonland in het oosten.

## Gletsjers
In het dal monden de volgende gletsjers uit:
- Schuchertgletsjer
- Siriusgletsjer (linkeroever)
- Aldebarangletsjer (linkeroever)
- Storgletsjer (rechteroever)
- Gannochygletsjer (rechteroever)
- Roslingletsjer (rechteroever)
- Bjørnbogletsjer (rechteroever)